# Rotacisme
De term rotacisme (Latijn: 'rhotacismus) is afgeleid van de Griekse letter "rho" (de R) en heeft twee betekenissen.

## Taalkunde
Het is een taalkundige term waarmee de overgang van een consonant naar de letter "r" wordt aangeduid, met name die van de "z" naar de "r".

### Latijn
In het Latijn vond deze overgang plaats in de 4e eeuw voor jaartelling.

### Germaanse talen
De vroege Germaanse dialecten kenden ook rotacisme. De klank "z", die eerder was ontstaan uit "s" door de Wet van Verner, ging in de Noord-Germaanse en West-Germaanse talen over in "r". Zo ontstond ook het Nederlands meer uit ouder *maizô. Vergelijk daarbij het maiza in het Gotisch, dat een Oost-Germaanse taal was en dus geen rotacisme kende.
In werkwoorden zijn nog alternanties te vinden als gevolg van dit rotacisme. De Wet van Verner had namelijk invloed op de meervoudsvormen van de verleden tijd van sterke werkwoorden, maar niet op de enkelvoudsvormen. Zo stonden in het Oergermaans de enkelvoudsvormen *was, *fraus, *kaus en *fralaus naast de meervoudsvormen *wēzun, *fruzun, *kuzun en *fraluzun. In West-Germaans/Oudnederlands/Oudhoogduits werden die laatste wārun, frurun, kurun en firlurun. De enkelvoudsvormen hadden de oude "s" behouden, en hadden daardoor geen rotacisme: was, frōs, kōs, firlōs. De moderne vorm was heeft dit nog behouden, maar de vormen *vroos en *verloos zijn vervangen door vroor en verloor, waarvan de "r" niet etymologisch is maar is overgenomen uit de meervoudsvormen. In het Middelnederlands komen vroos en verloos echter nog wel voor. Bij kiezen is het omgekeerde gebeurd; de medeklinker van de enkelvoudsvorm is overgenomen in het meervoud, en daardoor heeft nieuwer kozen het oudere koren vervangen. Het moderne Duits is in dit process verder gegaan dan het Nederlands: het enkelvoud war heeft ook de "r" overgenomen, en in frieren "vriezen" en verlieren "verliezen" is hij zelfs in de tegenwoordige tijd overgenomen.

## Logopedie
De term "rotacisme" wordt gebruikt in de logopedie wanneer men de letter "r" niet met behulp van de tongpunt uitspreekt maar met een keelgeluid. Het geluid wordt hierbij vervormd (distortie). Logopedisten rekenen rotacisme tot de "fonetische articulatiestoornissen" en beschouwen het als een spraakgebrek. Voor de behandeling worden verschillende oefeningen aanbevolen. Veel oefenen leidt echter niet altijd tot succes. De auteurs Christopher Logue en Frieda Lauwers schreven er het boek "Rotacisme: oefeningen voor een goede uitspraak van de r" over.

Gammacisme (uitspraakfouten bij de "g"), kappacisme (bij de "k"), lambdacisme (bij de "l") en sigmatisme (bij de "s") zijn andere vormen van fonetische articulatiestoornissen.